# آرثر بيركس
آرثر بيركس (بالإنجليزية: Arthur Burks)‏ هو رياضياتي أمريكي، ولد في 13 أكتوبر 1915 في دولوث في الولايات المتحدة، وتوفي في 14 مايو 2008 في آن آربر في الولايات المتحدة.